# Tridentella ornata
Tridentella ornata är en kräftdjursart som först beskrevs av Richardson 1911E.  Tridentella ornata ingår i släktet Tridentella och familjen Tridentellidae.
Artens utbredningsområde är Mexikanska golfen. Inga underarter finns listade i Catalogue of Life.